# خوليو فيديلا
خوليو سيرجيو فيديلا كابيزاس (15 يناير 1944 - 13 نوفمبر 2020)، هو شخصية تلفزيونية تشيلية. بدأ فيديلا صعوده إلى الشهرة في أمريكا اللاتينية عام 1973، عندما كان آخر شخص يبث على راديو ماجالانيس قبل انقلاب تشيلي عام 1973.
توفي فيديلا في 13 نوفمبر 2020. بعدما أُصيب بنوبة قلبية أثناء استخدام غرفة الساونا في قسمه في فينيا ديل مار، مما أدى أيضًا إلى إصابته بحروق من الدرجة الثانية بسبب البخار العابق.